# Edmond Fadel
Edmond Fadel – libański generał, maronita.

## Życiorys
Edmond Fadel urodził się w 1953 r. w wiosce Bani Saab, w północnym Libanie. W 1976 r. ukończył Libańską Akademię Wojskową. We wrześniu 2008 r. został mianowany przez gen. Jeana Kahwaji'ego szefem wojskowych służb wywiadowczych, zastępując na tym stanowisku bryg. Georges'a al-Churiego.